# Internacionales de Andalucìa Femeninos
L'Internacionales de Andalucìa Femeninos è un torneo professionistico di tennis giocato su campi in terra rossa. Fa parte dell'ITF Women's Circuit. Si gioca annualmente a Siviglia in Spagna.

## Albo d'oro

### Singolare
| Anno | Campione        | Finalista               | Punteggio           |
| ---- | --------------- | ----------------------- | ------------------- |
| 2011 | Réka-Luca Jani  | Estrella Cabeza Candela | 2–6, 6–3, 6–3       |
| 2012 | Teliana Pereira | Estrella Cabeza Candela | 4–6, 7–6(3), 7–6(5) |
| 2013 | Teliana Pereira | Florencia Molinero      | 7–6(5), 6–3         |

### Doppio
| Anno | Campioni                                         | Finalisti                                 | Punteggio        |
| ---- | ------------------------------------------------ | ----------------------------------------- | ---------------- |
| 2011 | Lara Arruabarrena-Vecino Estrella Cabeza Candela | Leticia Costas Moreira Inés Ferrer Suárez | 6–4, 6–4         |
| 2012 | Paula Kania Katarzyna Piter                      | Aleksandrina Najdenova Teliana Pereira    | 5–7, 6–4, [10–6] |
| 2013 | Paula Cristina Gonçalves Florencia Molinero      | Cecilia Costa Melgar Gaia Sanesi          | 6–3, 7–5         |